# Jacob Manathodath

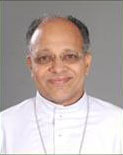
Jabob Manathodath 2014

Jacob Manathodath (* 22. Februar 1947 in Kodamthuruth, Indien) ist ein indischer Geistlicher und emeritierter syro-malabarischer Bischof von Palghat.

## Leben
Jacob Manathodath empfing am 4. November 1972 das Sakrament der Priesterweihe für das Großerzbistum Ernakulam-Angamaly.
Am 6. September 1992 ernannte ihn Papst Johannes Paul II. zum Titularbischof von Abydus und bestellte ihn zum Weihbischof in Ernakulam. Der syro-malabarische Großerzbischof von Ernakulam, Antony Kardinal Padiyara, spendete ihm am 28. November desselben Jahres die Bischofsweihe; Mitkonsekratoren waren der Erzbischof von Changanacherry, Joseph Powathil, und der Bischof von Thamarasserry, Sebastian Mankuzhikary. Am 11. November 1996 ernannte ihn Papst Johannes Paul II. zum Bischof von Palghat. Die Amtseinführung erfolgte am 1. Februar 1997.
Am 22. Juni 2018 ernannte ihn Papst Franziskus zusätzlich zum Apostolischen Administrator sede plena des Großerzbistums Ernakulam-Angamaly, womit die Jurisdiktion des wegen Immobiliengeschäften in die Kritik geratenen Großerzbischofs George Kardinal Alencherry ruhte. Am 27. Juni des folgenden Jahres beendete der Papst die Amtsführung des Administrators, womit die Jurisdiktion Alencherrys wieder auflebte. Der Papst dankte Manathodath für die geleistete Arbeit.
Am 15. Januar 2022 wurde die Annahme seines Rücktritts durch die Synode der syro-malabarischen Kirche bekanntgegeben.